# جرج اندرسون (بازیکن فوتبال، زاده ۱۸۷۷)
جرج اندرسون (انگلیسی: George Anderson؛ ۶ ژانویه ۱۸۷۷ – ۲۰ مهٔ ۱۹۳۰) بازیکن فوتبال اهل اسکاتلند بود.

## باشگاهی
از باشگاه‌هایی که در آن بازی کرده‌است می‌توان به باشگاه فوتبال کیلمارنوک اشاره کرد.

## تیم ملی
وی همچنین در تیم ملی فوتبال اسکاتلند بازی کرده‌است.